# Skoleteknologi
Skoleteknologi er et samlet begreb for al teknologi, der forener digitale lærermidler med interaktive teknologier og dermed skaber eller understøtter en læringssituation. 
Ved anvendelse af skoleteknologi bliver den enkeltes behov tilgodeset, og dermed opnår personen en optimal undervisningssituation[kilde mangler]. Skoleteknologi giver eksempelvis nye muligheder i forhold til didaktisk helhedstænkning og undervisningssituationer, der opfordrer eleverne til at hjælpe hinanden i stedet for at arbejde i ”lukkede rum” foran computeren. 
Skoleteknologi er typisk rettet mod traditionelle undervisningsinstitutioner som daginstitutioner, folkeskoler og ungdomsuddannelserne, men teknologien kan anvendes i alle læringssituationer. Skoleteknologi kan dermed være løsninger, der understøtter et læringsmål, skaber struktur for eleverne, styrker inklusion, udvikler kompetencer gennem leg og læring, tjekker om eleverne er mødt og meget andet.[kilde mangler]
Skoleteknologi fungerer ofte individuelt – dermed kan man differentiere programmer for hver elev og skifte aktivitet ved behov og vil derfor kunne støtte eleverne ved hjælp af eksempelvis interaktiv formidling.[kilde mangler]
Teknologisk set kan skoleteknologi eksempelvis være softwaresystemer, der bygger på og integrerer sensorer, aktuatorer og andre komponenter, der bibringer en fysisk dimension til løsningen. Skoleteknologi kan være softwareplatforme, som indgår i forskellige sammenhænge, som eksempelvis intelligente legepladser og intelligente lokaler og bygninger. Skoleteknologi kan ligeledes være software, sensorer og aktuatorer, der indgår i robotter eller løsninger, der tilbyder auditiv eller visuel sanseforstærkning.[kilde mangler]
Teknologisk Instituts Center for Robotteknologi arbejder i øjeblikket på et projekt omkring skoleteknologi.